# Guy-Manuel de Homem-Christo
Guy-Manuel de Homem-Christo, de son nom complet Guillaume Emmanuel de Homem-Christo,  et de son surnom Guy-Man (né le 8 février 1974 à Neuilly-sur-Seine), est un musicien français de musique électronique. Il est, avec Thomas Bangalter, le fondateur du duo de musique électronique Daft Punk en 1993.

## Biographie

### Famille et jeunesse
Né à Neuilly-sur-Seine et d'origine portugaise, Guy-Manuel de Homem-Christo, est l'arrière-petit-fils de Francisco Manuel Homem Cristo Filho, militaire, écrivain et fasciste portugais soutenant Benito Mussolini et l'arrière-arrière-petit-fils de Francisco Manuel Homem Cristo, militaire et parlementaire portugais. Il a un frère, Paul de Homem-Christo, producteur et DJ.
Il rencontre Thomas Bangalter au collège du lycée Carnot le 6 juin 1986, dans le 17e arrondissement de Paris. C'est là qu'ils découvrent leur fascination commune pour les films et les musiques des années 1960 et 1970. Les deux amis se tournent vers le rock indépendant dans un premier temps, puis leur aventure londonienne (la compilation est parue sur le label Duophonic (en) du groupe de pop alternative Stereolab) et leur découverte de la house et des rave party les entraînent vers la musique électronique.

### Carrière
Le duo tourne dans de nombreuses raves, et fait la première partie à Londres des Chemical Brothers avant de remixer certains de leurs titres. En 1996, Daft Punk signe chez Virgin, et l'année suivante sort Homework, son premier album.
En 1997, Guy-Manuel de Homem-Christo crée son propre label, Crydamoure, sur lequel il produit de nombreux artistes de house, mais aussi lui-même sous le nom de Le Knight Club, duo fondé avec Éric Chedeville. En 2008, il s'associe avec le chanteur et musicien Sébastien Tellier et produit l'album Sexuality. En 2010, il produit l'EP Nightcall de Kavinsky sur le même label que Sexuality : Record Makers.
En janvier 2010, il est promu au grade de chevalier de l’ordre des Arts et des Lettres. En 2012, il compose la musique du titre My Poseidon pour Sébastien Tellier à l'occasion de son nouvel album My God Is Blue.
Outre les boîtes à rythmes et les claviers, il pratiquait à ses débuts la guitare, la basse et la batterie. Pour le groupe Darlin, il utilisait certains instruments pour le rock.
En 2017, il compose le titre Rest sur l'album homonyme de Charlotte Gainsbourg.
Le 22 février 2021, le duo Daft Punk qu'il forme avec Thomas Bangalter se sépare,. Le magazine Society révèle que le duo s’était retrouvé en studio peu après la sortie de Random Access Memories mais que rien n’était sorti de cette session, cette « panne » ayant pour cause la dépression de Guy-Manuel de Homem-Christo, alors récemment divorcé. En 2023, Guy-Manuel de Homem-Christo est crédité en tant que compositeur et producteur de la chanson Modern Jam sur l'album Utopia du rappeur Travis Scott.

## Discographie

### Albums studio
- 2000 : Waves
- 2003 : Waves II

### Le Knight Club
- 1999 : Santa Claus / Holiday on Ice (single)
- 1999 : Intergalaktic Disko (single)
- 1999 : Troobadoor / Mirage (single)
- 1999 : Boogie Shell (single)
- 1999 : Hysteria (single)
- 2001 : Gator / Chérie d'Amour (single)
- 2002 :  Doggystyle / Rhumba (single)
- 2002 : Nymphae Song / Rhumba (single)
- 2002 : Soul Bells (single)
- 2015 : The Fight (bande-son du film Gates of the Sun) (single)

### Crydajam
- 2002 : If You Give Me The Love I Want / Playground / Loaded (single)

### The Eternals
- 2000 : Wet Indiez (Shake that Bourrelet Remix) (single)

### Collaborations
- 2006 : Cassius - See Me Now
- 2007 : Kanye West - Stronger
- 2008 : Sébastien Tellier - Sexuality (album)
- 2010 : Kavinsky - Nightcall
- 2010 : N.E.R.D. - Hypnotize U
- 2012 : Sébastien Tellier - My Poseidon
- 2013 : Julian Casablanca - Instant Crush
- 2013 : Kanye West - Yeezus (sur les titres : On Sight, Black Skinhead, I Am a God, Send It Up)
- 2014 : Pharrell Williams - Gust of Wind
- 2016 : The Weeknd - Starboy
- 2016 : The Weeknd - I Feel it Coming
- 2017 : Parcels - Overnight
- 2017 : Charlotte Gainsbourg - Rest
- 2018 : The Weeknd - Hurt You
- 2023 : Travis Scott - Modern Jam

## Distinctions
- Chevalier de l'ordre des Arts et des Lettres (2010).